# Ем (Север)
Ем (фр. Hem) је насеље и општина у североисточној Француској у региону Север-Па д Кале, у департману Север која припада префектури Лил.
По подацима из 2011. године у општини је живело 17.988 становника, а густина насељености је износила 1864,04 становника/km². Општина се простире на површини од 9,65 km². Налази се на средњој надморској висини од 52 метара (максималној 52 m, а минималној 20 m).

## Демографија
| 1962.  | 1968.  | 1975.  | 1982.  | 1990.  | 1999.  | 2011.  |
| ------ | ------ | ------ | ------ | ------ | ------ | ------ |
| 13.687 | 16.742 | 23.183 | 21.933 | 20.200 | 19.675 | 17.988 |

График промене броја становника у току последњих година

## Партнерски градови
- Вил
- Mossley
- Aljustrel Municipality